# Vierge à l'Enfant avec saint François et sainte Claire
Vierge à l'Enfant avec saint François et sainte Claire est une peinture à l'huile sur panneau de bois réalisée vers 1510 par le peintre italien de la Renaissance Cima da Conegliano, aujourd'hui conservée au Metropolitan Museum of Art, à New York. Il représente la Vierge à l'Enfant entourée des  saints François et Claire, tous deux d’Assise en Italie.